# Newenden
Newenden es una parroquia civil y un pueblo del distrito de Ashford, en el condado de Kent (Inglaterra).

## Geografía
Según la Oficina Nacional de Estadística británica, Newenden tiene una superficie de 4,23 km².

## Demografía
Según el censo de 2001, Newenden tenía 193 habitantes (48,7% varones, 51,3% mujeres) y una densidad de población de 45,63 hab/km². El 22,8% eran menores de 16 años, el 70,47% tenían entre 16 y 74 y el 6,74% eran mayores de 74. La media de edad era de 41,03 años. Del total de habitantes con 16 o más años, el 18,12% estaban solteros, el 68,46% casados y el 13,42% divorciados o viudos.
El 91,67% de los habitantes eran originarios del Reino Unido. El resto de países europeos englobaban al 3,13% de la población, mientras que el 5,21% había nacido en cualquier otro lugar. Según su grupo étnico, todos eran blancos. El cristianismo era profesado por el 72,11%, mientras que el 21,05% no eran religiosos y el 6,84% no marcaron ninguna opción en el censo.
85 habitantes eran económicamente activos, todos ellos empleados. Había 79 hogares con residentes, 7 vacíos y 3 eran alojamientos vacacionales o segundas residencias.